# (9444) 1997 JA
A (9444) 1997 JA a Naprendszer kisbolygóövében található aszteroida. Klet fedezte fel 1997. május 1-jén.